# Conus stramineus stigmaticus
Conus stramineus stigmaticus is een ondersoort van de zeeslakkensoort Conus stramineus, uit het geslacht Conus. De slak behoort tot de familie Conidae. Conus stramineus stigmaticus werd in 1855 beschreven door A. Adams. Net zoals alle soorten binnen het geslacht Conus zijn deze slakken roofzuchtig en giftig. Zij bezitten een harpoenachtige structuur waarmee ze hun prooi kunnen steken en verlammen.